# Anne Rice
Anne Rice (New Orleans, 4. listopada 1941.) je američka spisateljica gotičkih i novijih religioznih romana. 
Slavu je stekla Vampirskim kronikama, a najčešće teme su joj ljubav, smrt, besmrtnost, egzistencijalizam i ostala ljudska stanja. Njene knjige su prodane u oko 100 milijuna primjeraka što je čini jednom od najčitanijih autorica današnjice.

## Životopis
Rice je rođena u New Orleansu, gdje je provela i većinu djetinjstva. Kasnije će New Orleans postati glavno mjesto radnje njenih romana. Njena starija sestra Alice Borchardt također je spisateljica.
O svom neobičnom imenu kaže: "Krsno ime mi je Howard Allen, mojoj se majci činila zgodna ideja nazvati me Howard jer mi se otac tako zvao. " 
Anne je postala prvi dan škole, kada je časna sestra pitala kako se zove. Odmah je bubnula "Anne", a njena majka koja je bila s njom nije je ispravila znajući koliko je zbunjena zbog svog pravog imena. 
Obitelj se preselila u sjeverni Teksas 1958., kad je Anne imala 16 godina. Tu je upoznala Stana Ricea koji će joj kasnije postati muž. Započela je studij na Texas Woman's University-u u Dentonu, ali se preselila i skrasila sa Stanom u San Franciscu, gdje je kasnije završila San Francisco State University.
Rodila je kćer Michele (1966.), koja je sa 6 godina umrla od leukemije. Sin Christopher, danas novelist, rođen je 1978. Sa Stanom je bila u braku 41 godinu, do njegove smrti 2002. godine.
Pisanje svoje prve knjige Intervju s vampirom završila je 1973., a istu je objavila 1976. Kasnije nastavlja pisati popularne nastavke priča o vampirima. Također je pisala i knjige za odrasle pod pseudonimom Anne Rampling, te eksplicitne erotske knjige kao A.N. Roquelaure.
Njena djela često se opisuju kao bogato opisima, njeni likovi često imaju homoseksualne osjećaje jedni prema drugima. Izjavila je kako je biseksualnost ono što želi prikazati u svojim likovima, pogotovo u Vampirskim kronikama jer vampiri nisu dio ljudskog društva, pa ne moraju robovati pravilima. Također, u njenim knjigama nailazi se i na filozofske i religiozne teme. Za fanove, njene knjige su među najboljim modernom fantastikom, dok su za kritičare barokne, prenakičene i neintelektualne.

## Adaptacije

### Film
Neil Jordan je 1994. režirao adaptaciju Intervjua s vampirom prema njenoj noveli. U glavnim ulogama su Tom Cruise kao Lestat, Brad Pitt kao Louis i mlada Kirsten Dunst kao Claudia.
Druga adaptacija Vampirskih kronika snimljena je 2002. Film kombinira događaje iz druge i treće knjige pod naslovom treće knjige, Kraljica prokletih. U glavnoj ulozi kao Lestat ovaj put je Stuart Townsend. 
Također, ekranizirani su i Izlaz u raj, Život Mayfairskih vještica u obliku miniserije, a Isus Krist: Izlazak iz Egipta najavljuje se za jesen 2008.

### Kazalište
Mjuzikl Lestat, napravljen prema knjizi iz Vampirskih kronika, prikazan je u Brodwayu nakon svjetske premijere u San Franciscu. Unatoč Riceinom vlastitom oduševljenju i pohvalama, mjuzikl se nije svidio publici. Prestao se prikazivati mjesec dana kasnije, nakon 33 premijere i 39 regularnih predstava. 

### Glazba
Cradle of Filth spominje Lestata u pjesmi "Libertina Grimm" kao Grofa Lestata.  
Sting je dobio inspiraciju za pjesmu "Moon over Bourbon Street" u Intervjuu s vampirom. 
Rock sastav Concrete Blonde pjesmu "Bloodletting (the Vampire Song)" bazirao je na Vampiru Lestatu. 
Australski pop sastav Savage Garden ime je preuzeo iz Vampira Lestata, u kojem Lestat opisuje svijet kao "pusti vrt" (eng. savage garden).
Legendarni punk sastav The Damned snimio je pjesmu "The Dog" o Claudiji, djetetu vampiru iz Intervjua s vampirom. 
Talijanski sastav Theatres des Vampires nazvao se prema lokaciji iz Vampirskih kronika, kako se zove jedan njihov album.

## Djela
Vampirske kronike (The Vampire Chronicles):
- Intervju s vampirom (Interview with the Vampire)  (1976.)
- Vampir Lestat (The Vampire Lestat)  (1985.)
- Kraljica prokletih (The Queen of the Damned)  (1988.)
- Priča kradljivca tijela (The Tale of the Body Thief)  (1992.)
- Vrag Memnoch (Memnoch the Devil)  (1995.)
- Vampir Armand (The Vampire Armand)  (1998.)
- Merrick (Merrick)  (2000.)
- Krv i zlato (Blood and Gold)  (2001.)
- Blackwoodska farma (Blackwood Farm)  (2002.)
- Krvni (Blood Canticle)  (2003.)

Nove priče o vampirima (New Tales of the Vampires): 
- Pandora (Pandora)  (1998.)
- Vampir Vittorio (Vittorio, the Vampire)  (1999.)

Život Mayfairskih vještica (Lives of The Mayfair Witches):
- The Witching Hour  (1990.)
- Lasher  (1993.)
- Taltos (1994.)

Novele: 
- The Feast of All Saints  (1979.)
- Cry to Heaven  (1982.)
- The Mummy, or Ramses the Damned  (1989.)
- Servant of the Bones  (1996.)
- Violina (Violin)  (1997.)

Serija o Kristu:
- Christ the Lord: Out of Egypt  (2005.)
- Christ the Lord: The Road to Cana – bit će izdana 2008.

Pod pseudonimom Anne Rampling:
- Izlaz u raj (Exit to Eden)  (1985.)
- Belinda (Belinda)  (1986.)

Pod pseudonimom A. N. Roquelaure:
- The Claiming of Sleeping Beauty  (1983.)
- Beauty's Punishment  (1984.)
- Beauty's Release  (1985.)